# Villarrodrigo
Villarrodrigo è un comune spagnolo di 609 abitanti situato nella comunità autonoma dell'Andalusia.